# Сами на свијету (Књига почетка)
Сами на свијету (Књига почетка) је први том романа Сами на свијету са поднасловима Први роман о рату у Сарајеву и Браћа по улици књижевника Жељка Пржуља (1964) из Републике Српске објављена 2019. године у издању Матичне библиотеке Источно Сарајево.

## О аутору
Жељко Пржуљ, српски писац и новинар, рођен је 1964. године у Сарајеву. У родном граду је завршио основну, средњу школу и Грађевински факултет. У романима, причама, песмама које је написао бавио се историјским и савременим животним темама. За време Одбрамбено-отаџбинског рата био је борац и командир у Војсци Републике Српске, као и ратни дописник многих листова у Србији и Републици Српској. Пржуљ живи и ради у Источном Сарајеву у Републици Српској.

## О делу
Роман Сами на свијету је скуп аутентичних сведочења сарајевских Срба у Одбрамбено-отаџбинском рату од 1990. до 1996. Радња се одвија у Сарајеву и око Сарајева, у БиХ, СФРЈ, и у свету. Први том романа Сами на свијету носи поднаслов Браћа по улици. Главни ликови романа су момци и девојке из Касиндолске улице у којој се бранила Илиџа. Живот их баца у три зараћене стране. Многи Пржуљови другови, актери књиге, су изгинули у рату, а он је један од преживелих. Написао је причу о борби за голи живот, опстанак и слободу.
Аутор је изворе за писање романа црпио из личног искуства, из онога што је видио и доживио. Користио је и сећања Добрице Ћосића, Николе Кољевића, генерала Луиса Макензија, Фрање Туђмана. За писање књиге изворе је пронашао и у новинским чланцима који су говорили о Слободану Милошевићу и преговорима које је водио у процесу доношења Дејтонског мировног споразума.

## Награде и признања
"Сами на свијету" је проглашен најбољом књигом у 2020. години аутора ван руског говорног подручја, која се сваке године бира у организацији библиотеке "Владимир Мајаковски" из Санкт Петербурга.
Књига је победила у конкурeнцији jош 24 нaсловa из исто толико зeмaљa Сeвeрнe и Jужнe Aмeрикe, Eвропe и Aзиje.